# Phacelia anelsonii

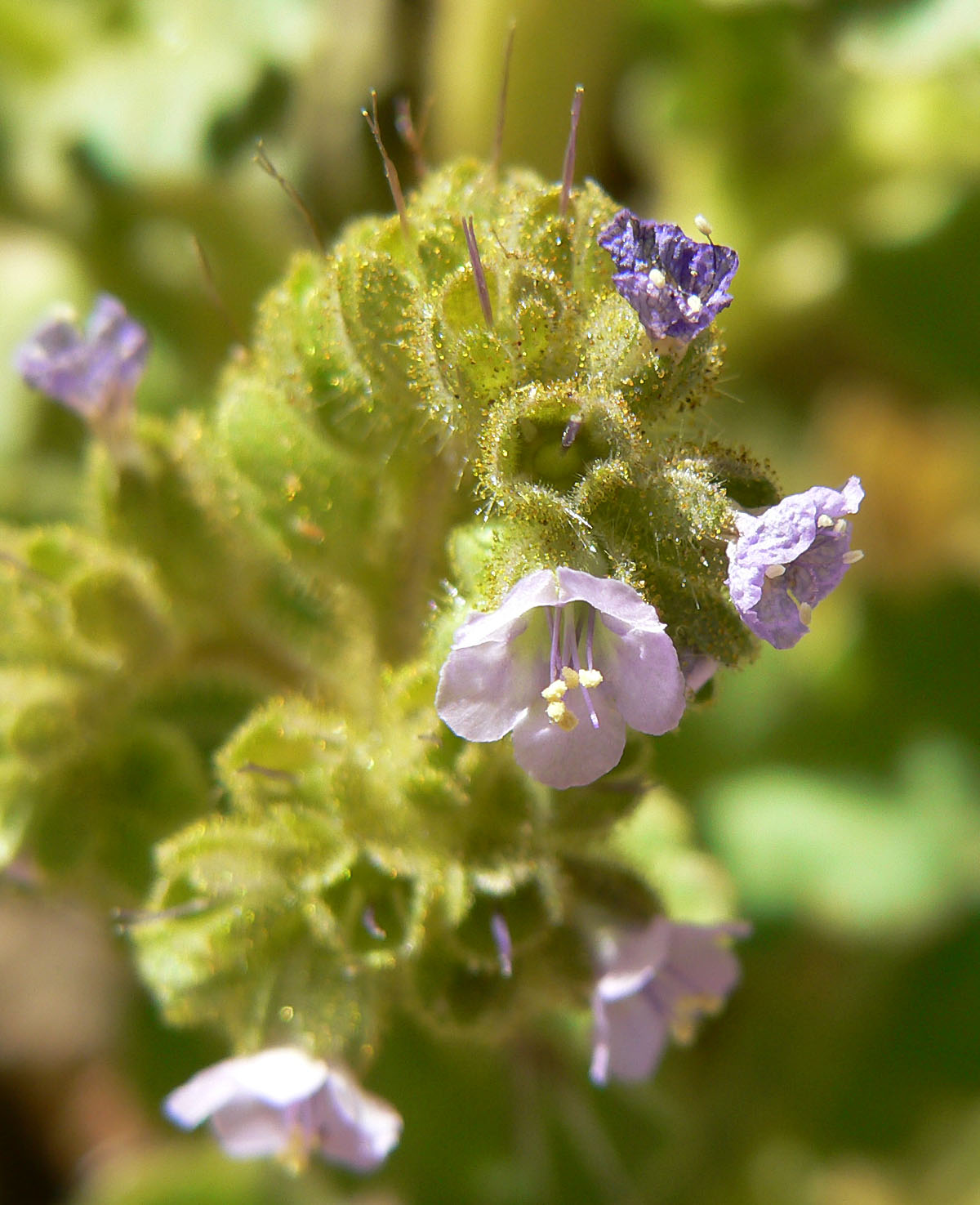

Phacelia anelsonii es una especie del género Phacelia. Es nativa del suroeste de los Estados Unidos, donde es conocida por su dispersión en el suroeste de Utah, el sur de Nevada y el este de California. Se encuentra en los matorrales y hábitats boscosos. Es nombrada en honor del botánico Aven Nelson.
Es una hierba anual que crece erguida a una altura máxima de cerca de 50 centímetros, su tallo generalmente no ramificado. Está recubierto de pelos glandulares oscuros. Las hojas miden hasta 8 centímetros de largo, las hojas tienen forma oblonga y se dividen en lóbulos festoneados o dientes. La inflorescencia es una cima curvilínea o enroscada de un solo lado de muchas flores en forma de campana de aproximadamente medio centímetro de largo cada una. La flor es de lavanda pálida a blanca. El fruto es una cápsula glandular peluda de 2 o 3 milímetros de largo.